# Colobothea securifera
Colobothea securifera es una especie de escarabajo longicornio del género Colobothea,  subfamilia Lamiinae. Fue descrita científicamente por Bates en 1865.
Se distribuye por Brasil, Ecuador y Perú. Mide 9,54 milímetros de longitud.